# Ti Ti Ti (série télévisée, 2010)
Pour les articles homonymes, voir Ti Ti Ti.
Ti Ti Ti est une télénovela brésilienne diffusée en 2010 - 2011 par Rede Globo. Diffusée du lundi au samedi à 19:00 heures.

## Distribution
- Murilo Benício : Ariclenes Martins / Victor Valentim
- Alexandre Borges : Andrés Spina / Jacques Leclair (Méchant principal)
- Claudia Raia : Jaqueline Maldonado / Hermana Disgusto
- Juliana Alves : Clotilde Assumpção (Méchant)
- Caio Castro : Edgar Sampaio
- Isis Valverde : Marcela de Andrade
- Malu Mader : Susana Almeida
- Guilherme Winter : Renato Villa (Méchant)
- Christiane Torloni : Rebeca Bianchi
- Tato Gabus Mendes : Breno Rodrigues (Méchant)
- Marco Ricca : Higino Oliveira
- Humberto Carrão : Luís "Luti" Octávio Martins
- Juliana Paiva : Valkiria "Val" Spina
- Marco Pigossi : Pedro Spina (Méchant)
- Carolina Oliveira : Gabriela "Gaby" Moura
- Giulia Gam : Bruna Soares
- Leopoldo Pacheco : Gustavo Sampaio
- Fernanda Souza : Thaísa Maldonado
- David Lucas : Luis Felipe "Lipe" Spina
- Guilhermina Guinle : Luisa Salgado (Méchant)
- André Arteche : Júlio "Julito" Santana
- Mônica Martelli : Dorinha Bacelar
- Betty Gofman : Maria do Socorro "Help" (Méchant)
- Dira Paes : Marta Moura
- Elizângela : Daguijane "Nicole" Oliveira
- Rodrigo Lopéz : Francisco da Silva "Chico" / Francisco Torraw
- Nicette Bruno : Júlia Spina
- Rafael Cardoso : Jorge "Jorgito" Bianchi
- Mayana Neiva : Desirée Oliveira
- Alexandre Slaviero : Armando "Armandinho" Maragoli
- Sophie Charlotte : Stéfany Oliveira (Méchant)
- Rafael Zulu : Adriano Novaes
- Mila Moreira : Stela Sanches
- Maria Helena Chira : Camila Bianchi
- Ricardo Duque : Francis Fiuza
- Maria Célia Camargo : Mocinha Maragoli
- Mauro Mendonça : Giancalo Villa (Méchant)
- Carolinie : María "Madu" Eduarda
- Thaila Ayala : Amanda Moura
- Júlio Oliveira : Angelo Moura
- Clara Tiezzi : María Beatriz "Mabi" Spina / Beatriz M
- Luis Gustavo : Marío "Mário Cuy" Fofoca (Méchant)
- Regina Braga : Cecília
- Armando Babaioff : Thales
- Priscila Camargo : Valdete
- Hilda Rebello : Olga
- María Carol : Lourdes
- Yaçanã Martins : Penha
- Marcos Tumura : Vick
- Marcelo Barros : Vagner
- Izabella Bicalho : Irina
- Christiana Kalache : Graça
- Sílvio Pozatto : Toninho
- Rosanna Viegas : Rosário
- Theodoro Cochrane : Dr. Queiróz
- Ana Paula Pedro : Teca
- Dorival Carper : Ed Silveira
- Thiago Picchi : Helinho
- Rômulo Medeiros : Evandro
- Lúcia Bronstein : Magali
- Felippe Luhan : Fabinho
- Viviane Netto : Paula
- Fábio Bianchini : Ramiro
- Rodrigo Serrano : Alfredão
- Cacau Protásio : Fátima
- Paula Bicalho : Vivian "Vi"
- Bebel Ambrósio : Milena "Mi"
- Cris Rebelo : Kátia
- Daianny Cristian : Aparecida "Cida"
- Rodrigo Cury : Cadu
- Tathiane Campos : Priscila "Pri"

### Participations spéciales
- Maria Zilda : Gigi
- Paulo Goulart : Orlando Bianchi
- Gustavo Leão : Osmar Sampaio
- Marcos Frota : Massa

## Diffusion internationale
- Brésil - Rede Globo
- Portugal - SIC
- Salvador - TCS Canal 4
- Bolivie - Unitel
- Uruguay - Teledoce
- République dominicaine - Tele Antillas
- Nicaragua - Televicentro
- Équateur - Ecuavisa
- Chili - Canal 13
- Argentine - Canal 9 Televida
- Mozambique - STV
- Paraguay - SNT

## Versions
- Ti Ti Ti (1985), produit par Rede Globo.
- El amor está de moda (1995), produit par Canal 13.